# Marianne Koch
Marianne Koch (Monaco di Baviera, 19 agosto 1931) è un'attrice tedesca.

## Biografia
È conosciuta principalmente per le sue apparizioni nei film del genere spaghetti-western e d'avventura degli anni cinquanta e sessanta. Tra il 1950 e il 1971, suo principale periodo di attività, ha fatto apparizione in circa 65 film; il più famoso di essi è Per un pugno di dollari, nel quale interpretava la giovane Marisol. 
Dopo la sua carriera cinematografica, ha studiato medicina. Ha lavorato come internista (1977-1997) e giornalista medica. 

## Filmografia parziale

### Cinema
- Malata d'amore (Dr. Holl), regia di Rolf Hansen (1951)
- Geheimnis einer Ehe, regia di Helmut Weiss (1951)
- Gente di notte (Night People), regia di Nunnally Johnson (1954)
- Il generale del diavolo (Des Teufels General), regia di Helmut Käutner (1955)
- Quattro ragazze in gamba (Four Girls in Town), regia di Jack Sher (1957)
- Interludio (Interlude), regia di Douglas Sirk (1957)
- Missione diabolica (Der Fuchs von Paris), regia di Paul May (1957)
- Gli italiani sono matti, regia di Duilio Coletti e Luis María Delgado (1958)
- Piena luce sull'assassino (Pleins feux sur l'assassin), regia di Georges Franju (1961)
- Il re di Roma - Aquila imperiale (Napoléon II, l'aiglon), regia di Claude Boissol (1961)
- Die Fledermaus, regia di Géza von Cziffra (1962)
- Il segreto di Budda: Agente 310 - Spionaggio sexy (Heißer Hafen Hongkong), regia di Jürgen Roland (1962)
- Codice ZX3 controspionaggio! (The Devil's Agent), regia di John Paddy Carstairs (1962)
- La belva di Saigon (Der schwarze Panther von Ratana), regia di Jürgen Roland (1963)
- Tamburi sul grande fiume (Death Drums Along the River), regia di Lawrence Huntington (1963)
- Per un pugno di dollari, regia di Sergio Leone (1964)
- La lunga strada della vendetta (Der letzte Ritt nach Santa Cruz), regia di Rolf Olsen (1964)
- La costa dei barbari (Coast of Skeletons), regia di Robert Lynn (1964)
- Sfida a Glory City (Die Hölle von Manitoba), regia di Sheldon Reynolds (1965)
- Jessy non perdona... uccide (Tierra de Fuego), regia di Jaime Jesús Balcázar (1965)
- Commandos in azione (Einer spielt falsch), regia di Menahem Golan (1966)
- Una bara per Ringo, regia di José Luis Madrid (1966)
- Clint il solitario (Clint el solitario), regia di Alfonso Balcázar (1967)
- España otra vez, regia di Jaime Camino (1969)

### Televisione
- Der Kommissar - serie TV, episodio 1x06 (1969)

## Doppiatrici italiane
- Fiorella Betti in Gente di notte
- Lydia Simoneschi in Interludio
- Rosetta Calavetta in Gli italiani sono matti
- Rita Savagnone in Per un pugno di dollari